# Балка Рогова
Балка Рогова — балка (річка) в Україні у Єланецькому районі Миколаївської області. Права притока річки Громоклії (басейн Південного Бугу).

## Опис
Довжина балки приблизно 9,04 км, найкоротша відстань між витоком і гирлом — 8,66 км, коефіцієнт звивистості річки — 1,04. Формується декількома струмками та загатами. На деяких ділянках балка пересихає.

## Розташування
Бере початок на південно-західній стороні від села Возсіятське. Тече переважно на південний схід і в селі Водяно-Лорине впадає в річку Громоклію, праву притоку річки Інгулу.

## Цікаві факти
- Біля гирла у селі Водяно-Лорине балку перетинає автошлях Н14[3] (автомобільний шлях національного значення України. Проходить територією Кіровоградської та Миколаївської областей.).
- У XX столітті на балці існували птице-тваринна ферм (ПТФ) та газгольдер[2].